# Musa de Partia
Musa, conocida también como Termusa, fue reina del Imperio parto desde 2 a. C. hasta 2 d. C., Siendo originalmente la reina consorte del monarca Fraates IV (r. 37 a. C. – 2 a. C.), mató a aquel y rigió el Imperio junto a su hijo, Fraates V. Es la primera de las tres únicas mujeres que han asumido el gobierno en la historia de Irán, siendo las otras dos las hermanas sasánidas Boran (r. 630–630, 631–632) y Azarmedukht (r. 630–631).

## Biografía
Musa era una concubina romana que había sido entregada al rey parto Fraates IV por el emperador Augusto (r. 27 a. C. – 14 a. C.) después de un tratado en 20 a. C., por el que los partos reconocían la hegemonía romana sobre Armenia y estos por su parte acataban la designación del Éufrates como frontera. Desposada con el soberano arsácida, la romana se convirtió rápidamente en su reina y esposa favorita y dio a luz a un varón, Fraataces. Influido aparentemente por Musa, Fraates IV envió a sus cuatro primogénitos a Roma para evitar conflictos sobre su sucesión, y en 2 a. C., fue envenenado por aquella. Musa ascendió entonces al trono del Imperio junto a su hijo no legitimado, quien subió al trono como Fraates V.
Sin embargo, después de un corto periodo de gobierno, ambos fueron derrocados y ejecutados por la nobleza, que coronó a un cierto Orodes III dos años después.